# Bob Armstrong
Joseph Melton James (Marietta, Georgia; 3 de octubre de 1939-Pensacola, Florida; 27 de agosto de 2020) fue un luchador profesional estadounidense, más conocido por su nombre en el ring, "Bullet" Bob Armstrong. En el curso de su carrera, que abarcó cinco décadas, Armstrong participó en numerosos campeonatos, principalmente, en todo el sureste de Estados Unidos. Armstrong, patriarca de la familia de los luchadores, tuvo cuatro hijos (Scott, Brad, Steve y Brian), todos los cuales continuaron sus pasos y se dedicaron a la lucha libre. El 28 de febrero de 2011, después de WWE Monday Night Raw, se anunció en WWE.com que Armstrong sería inducido en el  Salón de la Fama de la WWE, uniéndose a Shawn Michaels y Jim Duggan.

## En lucha
- Movimientos finales
  - Jawbreaker[1]

## Campeonatos y logros
- Championship Wrestling from Florida
  - NWA Southern Heavyweight Championship (Florida version) (2 veces)[2]

- Mid-South Sports/Georgia Championship Wrestling
  - NWA Columbus Heavyweight Championship (4 veces)[3]
  - NWA Columbus Tag Team Championship (1 vez) - con Robert Fuller[4]
  - NWA Georgia Tag Team Championship (4 veces) - con Dick Steinborn (1) y Robert Fuller (3)[5]
  - NWA Georgia Television Championship (1 vez)[6]
  - NWA Macon Heavyweight Championship (3 veces)[7]
  - NWA Macon Tag Team Championship (6 veces) - con Paul DeMarco (1), El Mongol (1), Bill Dromo (3) y Argentina Apollo (1)[8]
  - NWA National Tag Team Championship (1 vez) - con Brad Armstrong[9]
  - NWA Southern Heavyweight Championship (Georgia version) (1 vez)[10]
  - NWA Southeastern Tag Team Championship (Georgia version) (4 veces) - con El Mongol (1), Bill Dromo (1), y Roberto Soto (2)[11]

- NWA Mid-America
  - NWA Mid-America Heavyweight Championship (2 veces)[12]
  - NWA Southern Heavyweight Championship (Memphis version) (3 veces)[13]

- NWA Tri-State
  - NWA North American Heavyweight Championship (Tri-State version) (1 vez)[14]

- Pro Wrestling Illustrated
  - PWI ranked him #272 of the top 500 singles wrestlers in the PWI 500 in 1995[15]
  - PWI ranked him #155 of the top 500 singles wrestlers of the "PWI Years" in 2003[16]

- Southeastern Championship Wrestling
  - CWF Tag Team Championship (1 vez) - con Brad Armstrong[17]
  - NWA Alabama Heavyweight Championship (3 veces)[18]
  - NWA Southeast Continental Heavyweight Championship (4 veces)[19]
  - NWA Southeastern Heavyweight Championship (Northern version) (8 veces)[20]
  - NWA Southeastern Heavyweight Championship (Southern Division) (1 vez)[21]
  - NWA Six-Man Tag Team Championship (Southeastern version) (1 vez) - con Brad Armstrong and Steve Armstrong[22]
  - NWA Southeastern Tag Team Championship (Northern Division) (8 veces) -  with Ken Lucas (1), Robert Fuller (2), Jos LeDuc (2),  Steve Armstrong (1), y Brad Armstrong (2)[23]
  - NWA Southeastern Tag Team Championship (Southern Division) (1 vez) - con Robert Fuller[24]
  - NWA Southeastern Television Championship (Southern Division) (1 vez)[25]

- Southern Championship Wrestling

- SCW Heavyweight Championship (1 vez)

- USA Wrestling
  - USA Heavyweight Championship (1 vez)[26]

- World Wrestling Entertainment
  - WWE Hall of Fame (2011)[27]

1Title was awarded to them sometime in 2005 though the records are unclear as to the exact date and which promotion they wrestled in at the time.